# Iwon-myeon, Taean-gun
Iwon-myeon (koreanska: 이원면) är en köping i kommunen Taean-gun i provinsen Södra Chungcheong i den västra delen av Sydkorea, 100 km sydväst om huvudstaden Seoul.